# ینگی‌کند (داغستان)
ینگی‌کند (به لاتین: Yangikent) یک منطقهٔ مسکونی در روسیه است که در شهرستان کایتاگسکی واقع شده‌است.